# Grupo de Caballería (Ejército Imperial Japonés)
El Grupo de Caballería del Ejército Imperial Japonés se formó el 21 de abril de 1933, integrado por la 1.ª Brigada de Caballería y la 4.ª Brigada de Caballería. Originalmente fue asignado al Ejército de Kwantung. La 3.ª Brigada de Caballería se añadió en octubre de 1937.

## Historial
El 11 de julio de 1938, el Grupo de Caballería fue asignado al Ejército Japonés del Área del Norte de China. La 4.ª Brigada de Caballería fue asignada al 2.º Ejército del Ejército Expedicionario de China Central el 11 de octubre de 1938.
El 11 de noviembre de 1938, el Grupo de Caballería fue asignado al 12.º Ejército japonés.
A finales de enero de 1939, el Grupo de Caballería fue asignado al Ejército de Guarnición de Mongolia.
El Grupo de Caballería se disolvió el 1 de diciembre de 1942 con la formación de la 3.ª División Blindada.
- Datos: Q5971525